# Message Sequence Chart
Ein Nachrichten-Reihenfolge-Diagramm (MSC, engl. Message Sequence Chart) wird benutzt, um (z. B. zur Unterstützung der Modellierung mit SDL) beispielhafte Nachrichtenfolgen zwischen kommunizierenden Objekten einheitlich darzustellen.
MSC ist ein Standard der ITU-T, dem Telekommunikations-Standardisierungs-Sektor der Internationalen Fernmeldeunion und kennt zwei Darstellungsformen: Textuelles MSC und graphisches MSC.
Bei Verwendung der Unified Modeling Language erfüllt das Sequenzdiagramm die Aufgabe des MSC.

## Standards
- Z.120: Message Sequence Chart (MSC)
- Z.121: Specification and Description Language (SDL) data binding to Message Sequence Charts (MSC)

## Beispiel
Ein MSC, das einen Verbindungsaufbau zwischen Client und Server darstellt, kann in MSC/PR wie folgt angegeben werden:
```
msc ExampleMSC;
  inst Client, Server;
  condition Idle shared all;
    instance Client;
      in ConReq from env;
      out connect to Server;
    endinstance;
    instance Server;
      in connect from Client;
      out conInd to env;
    endinstance;
  condition Connecting shared all;
    instance Client;
      in accepted from Server;
      out conCnf to env;
    endinstance;
    instance Server;
      in conAcc from env;
      out accepted to Client;
    endinstance;
  condition Connected shared all;
endmsc;
```

Deutlich häufiger als MSC/PR trifft man allerdings das leichter verständliche MSC/GR, die graphische Ausprägung von MSC, an. Obiges Beispielszenario sähe in MSC/GR wie folgt aus:

### Programme

#### Frei
- sdgen – Weblink
- mscgen – Weblink
- msc2svg – Weblink
- Smyle – Weblink

#### Proprietär
- MSC-SD-Generator – Weblink